# Ā
Cette page contient des caractères spéciaux ou non latins. S’ils s’affichent mal (▯, ?, etc.), consultez la page d’aide Unicode.
Ā (minuscule : ā), appelé A macron, est un graphème utilisé dans les écritures de l’esimbi, de l’ewondo, du letton, du live, du nahuatl, de l’ogba, du yoruba et de certaines langues polynésiennes comme l’hawaïen, le maori des îles Cook, le maori de Nouvelle-Zélande, le marquisien, le marshallais, le samoan, le tahitien, le tokelau, ou le tongien, ainsi que dans certaines translittérations en écriture latine. Il s'agit de la lettre A diacritée d'un macron.

## Utilisation
En letton, « ā » représente un a long. Il s'agit d'une lettre à part entière, placée entre le A et le B dans l'ordre alphabétique. Par exemple, baznīca est placé avant bārda dans un dictionnaire letton.
Dans plusieurs langues polynésiennes, comme le hawaïen, le samoan, le maori de Nouvelle-Zélande et le tahitien, « ā » représente également un a long. Elle n'est pas considérée comme une lettre distincte pour l'ordre alphabétique, sauf si elle distingue deux mots autrement identiques : dans un dictionnaire maori, tāu vient après tau, mais avant taumata.
Dans la romanisation ISO 15919 de certains systèmes d'écriture indiens, elle représente souvent [aː] ou un son apparenté, et parfois [a] (certaines langues ont perdu la distinction phonémique de longueur mais gardent deux voyelles écrites). Voici les caractères représentés par ā, :
| ISO | Deva | Aran | Kthi | Beng | Guru | Gujr | Orya | Modi | Taml | Telg | Knda | Mlym |
| --- | ---- | ---- | ---- | ---- | ---- | ---- | ---- | ---- | ---- | ---- | ---- | ---- |
| ā   | आ    | آ    | 𑂄    | আ    | ਆ    | આ    | ଆ    | 𑘁    | ஆ    | ఆ    | ಆ    | ആ    |

Le caractère est également utilisé dans d'autres systèmes de romanisation, comme le système Hepburn pour le japonais. Elle représente en général un a long.

## Représentations informatiques
Le A macron peut être représenté avec les caractères Unicode suivants :
- précomposé (latin étendu A) :

| forme     | représentation | chaîne de caractères | point de code | description                      |
| --------- | -------------- | -------------------- | ------------- | -------------------------------- |
| capitale  | Ā              | Ā                    | U+0100        | lettre majuscule latine a macron |
| minuscule | ā              | ā                    | U+0101        | lettre minuscule latine a macron |

- décomposé (latin de base, diacritiques) :

| forme     | représentation | chaîne de caractères | point de code | description                                  |
| --------- | -------------- | -------------------- | ------------- | -------------------------------------------- |
| capitale  | Ā              | A◌̄                   | U+0041 U+0304 | lettre majuscule latine a diacritique macron |
| minuscule | ā              | a◌̄                   | U+0061 U+0304 | lettre minuscule latine a diacritique macron |